# Market network
Una Market network (o Rete di mercato) è un insieme di individui fisici o giuridici, connessi tra loro esclusivamente da rapporti di compravendita, distribuzione, rappresentanza, franchising o/e induzione pubblicitaria all'acquisto, con possibilità di contrattazione, vendita diretta o asta. Il legame si esprime nell'acquisto casuale, fidelizzato, contrattuale e finalizzato alla rivendita. Tale rapporto inteso inizialmente come rapporto sociale, in quanto inizialmente personale, fisico e diretto, vede la depersonalizzazione, standardizzazione e brendizzazione con l'avvento dell'acquisto multimediale e la nascita della rete di mercato..

## Presupposti sociologici
Secondo Max Weber l'orientamento sociale di ogni individuo è dettato principalmente da quattro tipologie di comportamenti, di cui uno dei principali è l'agire razionalmente in base allo scopo.
L'evoluzione esponenziale della società contemporanea, dovuta all'odierna globalizzazione del mondo avvenuta all'ormai quasi ogni presente accesso ad internet, comporta a livello sociale, la possibilità di fidelizzare massivamente l'investimento di tempo dedicato all'acquisto, che vede secondo la teoria della spontaneità dell'individuo di Simmel, l'incremento del tempo dedito esclusivamente alla vendita.
Tale tendenza al consumismo, fattore impostosi prepotentemente nel XXI secolo è agevolata dal incremento del valore più diffuso e desiderato:
la libertà individuale, maggiormente perseguito attraverso la filosofia del denaro, in cui il soldo media la relazione di scambio, diventando uno strumento malleabile in base agli interessi del soggetto, che comporta non solo l'acquisto materiale, ma anche di valori morali e posizioni sociali dettati dall'oggetto.